# CSS-11
CSS-11 byl polský sportovně-turistický a akrobatický letoun vyvinutý ve varšavském středisku CSS (Centralne Studium Samolotów PZL, Centrum pro studium letadel PZL) po druhé světové válce na přelomu 40. a 50 let. Výroba letounů byla uskutečněna podniku polského leteckého průmyslu PZL Warszava-Okęcie (Państwowe Zakłady Lotnicze).

## Vznik a vývoj
V roce 1946 z podnětu prof. Franciszka Misztala z Varšavské technické univerzity (Politechnika Warszawska) bylo vytvořeno středisko Centrum pro studium letadel (CSS) jako součást Sjednoceného leteckého průmyslu, ve kterém shromáždil skupinu zkušených leteckých inženýrů a mladých studentů v oblasti letectví. V roce 1946 obdrželo centrum CSS pokyn od ministerstva komunikací na vývoj tří letadel: školní-výcvikové, akrobatické a turistické. Prvními projekty byly letadla: školní CSS-10 a akrobatické CSS-11. Druhým úkolem (po cvičném letounu CSS-10), který mělo středisko CSS splnit, byl vývoj sportovně-turistického a akrobatického letadla.
V dubnu 1947 na pozici hlavního inženýra CSS nastoupil prof. Leszek Dulęba. V srpnu 1947 Leszek Dulęba začal pracovat na návrhu letounu označeném CSS-11. Koncept letadla byl založen na designu CSS-10, avšak konstrukce byla výrazně posílena a byl také použit podstatně výkonnější motor, šestiválcový Walter Minor 6-III o výkonu 118 kW/160 k. Stavba prototypů byla provedena od srpna do října 1948 ve Varšavě, ve středisku CSS, pozdějším PZL Warszawa-Okęcie . Oba prototypy se dosti lišily, což bylo dáno jejich plánovaným použitím.
První prototyp, imatrikulovaný jako SP-BAH, zalétal 16. října 1948 pilot kpt. Jerzy Szymankiewicz. Od počátku létání byly patrné jeho dobré letové vlastnosti. Testováním byla potvrzena jeho vhodnost pro výcvik, sport i akrobacii. Tento letoun si získal pověst jednoho z nejlepších polských akrobatických letadel v poválečném období. Druhý prototyp CSS-11 (SP-BAJ) byl zalétán v roce 1949.
V tříletém plánu bylo stanoveno postavit pro aerokluby 30 letounů této kategorie, bylo připravováno i zahájení sériové výroby. Výroba však nebyla zahájena, protože byla zastavena či vůbec nebyla zahájena licenční výroba motorů Walter Minor 6-III, protože polská strana sama od jednání odstoupila. Také se uvádí důvod: rezignace na zahájení licenční výroby či přímo politický příkaz z vyšších míst: licence uzavírat pouze na sovětská letadla a motory (např. na více než 20 let starý sovětský, hvězdicový motor Švecov M-11D a M-11FR, jejichž výroba byla v Polsku zahájena od roku 1951).
Důležité ale také je, že v ekonomické rozvaze o licenční výrobě nebyl zohledněn přímý nákup hotových motorů z Československa. Sériová (licenční) výroba jen kolem 50 motorů by byla nerentabilní a s více motory pro použití v Polsku se nepočítalo. Z těchto důvodů byly rovněž pozastaveny práce na dalších konstrukcích (např. LWD Zuch), které měly používat motor Walter Minor 6-III. Nicméně i na přelomu 50. a 60. let polští konstruktéři na motory Walter Minor 4-III a Minor 6-III nezapomněli. Objevovaly se v tom období v amatérských projektech a stavbách letounů Super Karper Akrobat (16 letounů, Minor 4), v Beskid 1 a 2 (celkem 3 letouny, Minor 6) a ještě koncem 60. let na letadlech Harnaś (Minor 6/M-337).
V roce 1949 bylo učiněno rozhodnutí o likvidaci CSS. Tento proces trval až do počátku roku 1951. V roce 1950 bylo středisko CSS oficiálně zrušeno a na jeho základech byla vytvořena letecká továrna WSK-4 (Wytwórnia Sprzętu Komunikacyjnego Nr. 4), která v roce 1956 změnila název na WSK PZL Warszawa-Okęcie.

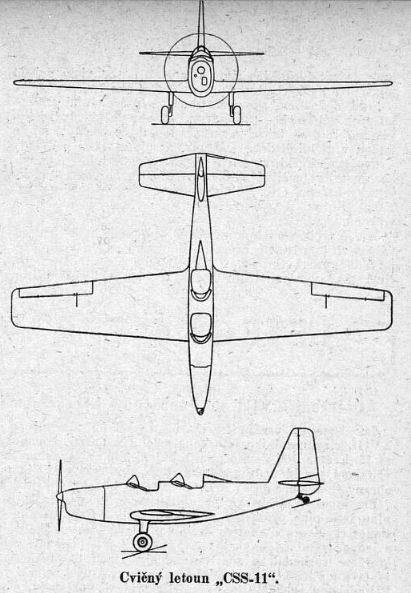
CSS-11, skica (Letectví, květen 1949)

## Popis letounu
V roce 1948 byly postaveny oba nové prototypy, sportovně-turistická a akrobatická verze. Oba prototypy byly lehčí, než se plánovalo (o 10 kg) a i proto měly vyšší výkon než vypočítaný, což je v prototypové výrobě dosti řídký jev. Spíše tomu bývá naopak. Letouny se mírně lišily vrtulemi, svislými ocasními plochami (velikost kormidla), vybavením, hmotností a pochopitelně výkony. Oba letouny měly dobré letové vlastnosti, i provádění akrobatických prvků bylo přesné a snadné. Od poválečných let byl jako akrobatická verze letoun CSS-11 považován za jedno z nejlepších akrobatických letadel polské konstrukce.
Dvoumístný dolnoplošník byl smíšené konstrukce ocel-dřevo. Jednonosníkové křídlo lichoběžníkového tvaru bylo vyrobeno ze dřeva, pouze náběžná hrana byla tvořena překližkou, zbývající plocha křídla a křidélka byly potaženy plátnem. Konstrukci trupu tvořily příhradové nosníky (mříže), svařené z chrom-molybdenových ocelových trubek. Vpředu byl trup potažen plechem, vzadu plátnem. Kabina s kokpity v tandemovém uspořádání byla nekrytá. Ocasní část byla rovněž převážně ze dřeva. Kormidla byla vyztužena ocelovým trubkovým nosníkem a potažená plátnem. Nezatahovací, klasický masivní, dvoukolový podvozek se zadním otočným kolečkem.
Vyznačovaly se minimalizovanými požadavky na délku přistávací a vzletové dráhy (STOL). U sportovně-turistické CCS-11 to bylo pro vzlet přes překážku 20 m jen 388 m a pro akrobatický letoun 340 m. Pro přistání (doběh) potřebovaly obě verze stejně dlouhou (krátkou) dráhu: 57 m.

## Použití
Až do poloviny srpna 1950 letadla létala testy v továrně. Oficiální zkoušky letounů byly zahájeny počátkem ledna 1951 v Ústřední leteckém ústavu (Główny Instytut Lotnictwa). Během testů byly provedeny drobné úpravy letadla za účelem odstranění nedostatků (hlavně ovlivňujících letové vlastnosti). Během testů oba prototypy uskutečnily na 250 startů a odlétaly přibližně 110 hodin.
Jeden letoun (SP-BAH) byl natřen bílými a červenými pruhy, které na křídlech tvořily charakteristické šipky. Koncept této "kamufláže" byl po mnoho let používán u letadel PZL TS-11 Iskra akrobatickým týmem Bílo-červené Jiskry (Biało-Czerwone Iskry).
Oba existující prototypy CSS-11 (SP-BAH, SP-BAJ) byly rozsáhle využívány až do roku 1953, potom byly vyřazeny z provozu.

## Varianty
- CSS-11A: sportovně-turistická verze
- CSS-11C: akrobatický letoun

## Uživatelé
- Polsko
  - Aeroklub republiky Polské (A.R.P.)

## Specifikace
Data pro sportovní a (akrobatickou) verzi dle

### Technické údaje
- Posádka: 2 (instruktor a žák)
- Rozpětí: 10,60 m
- Délka: 7,50 m
- Výška: 1,83 m
- Nosná plocha: 16,50 m2
- Plošné zatížení: 57,0 (51,5) kg/m2
- Hmotnost prázdného letounu: 575 kg
- Vzletová hmotnost: 940 (850) kg
- Pohonná jednotka: 1× šestiválcový řadový vzduchem chlazený invertní motor Walter Minor 6-III
- Výkon pohonné jednotky:
  - cestovní: 120 k (88 kW) při 2300 ot/min
  - nominální, jmenovitý: 160 k (118 kW) při 2500 ot/min
- Vrtule: dvoulistá dřevěná s pevnými listy

### Výkony
- Maximální rychlost: 207 (208) km/h
- Cestovní rychlost: 165 (175) km/h
- Přistávací rychlost: 72 (85) km/h
- Dostup: 5 500 (5 950) m
- Dolet: 660 (440) km
- Stoupavost: 3,6 (4,2) m/s